# Psaliodes repertita
Psaliodes repertita là một loài bướm đêm trong họ Geometridae.